# Manuel Casals Torres
Manuel Casals Torres (1895 – Barcelona, 1971) fou un advocat i polític català.

## Biografia
Llicenciat en dret, destacà com a advocat especialitzat en testaments, arrendaments i desnonaments. El 1913 va dirigir la Lliga antitaurina i va fer algunes conferències a la Universitat.
Fou president de la Unión Deportiva San Martín, membre del Cercle del Liceu, president honorari de la Societat Protectora d'Animals i Plantes, nomenat regidor de l'ajuntament de Barcelona el 1925 per la Dictadura de Primo de Rivera i president del Círculo de la Unión Patriótica del Camp de l'Arpa en 1930.

## Obres
- Deshaucios e inquilinatos (1929)